# نجیب‌الله زازی
نجیب‌الله زازی (متولد ۱۰ اوت ۱۹۸۵) افغان-آمریکایی است، که در سپتامبر ۲۰۰۹ میلادی به عنوان بخشی از گروه القاعده که در ۲۰۰۹ میلادی متهم به برنامه‌ریزی حملات استشهادی در متروی شهری نیویورک بودند، دستگیر گردیده و همراه با دو نفر دیگر مجرم شناخته شد. دادستان‌های ایالات متحده گفتند که صالح الصومالی رئیس عملیات خارجی القاعده و راشد رئوف یکی از افراد منسوب به القاعده دستور این حمله را داده‌اند. هر دوی آن‌ها چندی بعد طی حملات هواپیماهای بدون سرنشین کشته شدند.
زازی آموزش استفاده از سلاح و مواد منفجره را در یک کمپ آموزشی القاعده در ۲۰۰۸ میلادی در پاکستان دریافت کرد. وی به تاریخ ۹ سپتامبر ۲۰۰۹ از خانه خود در شهر آرورا، کلرادو با موتوری به شهر نیویورک رفت تا مواد منفجره را در متروی شهری نیویورک در ساعات ازدحام منفجر نماید، وی یکی از سه استشهادی بود که قبلاً هماهنگ نموده بودند. اما، پس از این‌که زازی از تحت نظربودن توسط مأموران اطلاعاتی ایالات متحده وحشت‌زده شد و از سوی یک امام مسجد هشداری به وی رسید که مقامات در مورد وی جست‌جو می‌کردند، ناگهان دوباره به کلرادو برگشت و چند روز بعد دستگیر گردید.
او در ۲۲ فوریه ۲۰۱۰ به اتهام توطئه برای استفاده از سلاح‌های کشتارجمعی، توطئه برای ارتکاب قتل در کشور خارجی و فراهم نمودن حمایت مادی به یک سازمان تروریستی مجرم شناخته شد. وی گفت که در پاکستان توسط القاعده برای انجام‌دادن حمله استشهادی در ایالات متحده استخدام گردید و این‌که هدف بمب‌گذاری او متروی شهر نیویورک بود. زازی برای دو جرم اولی محکوم به حبس ابد بدون امکان آزادی به قید التزام و برای جرم سومی محکوم به ۱۵ سال زندان گردید. آغاز اجرای حکم در ماه ژوئن ۲۰۱۱ برنامه‌ریزی شده بود. اما در می ۲۰۱۹ اعلام شد که زازی به دلیل همکاری بیش از حد با پلیس پس از سپری نمودن ۱۰ سال زندان آزاد خواهد شد.
دو نفر از هم‌کلاسی‌های دوره مدرسه وی که با او به پاکستان سفر کرده بودند، پدرش، برادرش و یک امام مسجد در کویینز به اتهام‌های مشابه متهم شدند. اریک هولدر، دادستان کل ایالات متحده این حملات برنامه‌ریزی شده را «یکی از جدی‌ترین تهدیدات تروریستی به ملت آمریکا پس از حملات ۱۱ سپتامبر ۲۰۰۱» خواند.

## زندگی شخصی
زازی در یکی از قریه‌های ولایت پکتیا در افغانستان متولد شد. دو خواهر و دو برادر دارد. در ۱۹۹۲ زمانی‌که ۷ سال داشت همراه با خانواده خود به شهر پیشاور پاکستان رفته و در آن‌جا به عنوان مهاجر افغان ساکن شدند.
وی و خانواده‌اش در ۱۹۹۹ میلادی پاکستان را ترک نموده و در شهر نیویورک پناهنده شدند. آن‌ها در یک آپارتمان دو اتاقه در منطقه فلاشینگ، کویینز شهر نیویورک نقل مکان کردند. محمد ولی زازی پدر نجیب‌الله که حالا شهروندی ایالات متحده را به‌دست آورده است، در شهر نیویورک به عنوان راننده تاکسی مشغول کار است.
زازی از ۱۹۹۹ تا ۲۰۰۹ با خانواده خود در فلاشینگ زندگی می‌کرد. وی زمانی‌که نوجوان بود با خانواده‌اش در همان آپارتمان زندگی می‌نمود و به مسجد افغان‌ها به‌نام مسجد حضرت ابوبکر صدیق می‌رفت، سیف الرحمن حلیمی نیز در همان مسجد بود. حلیمی یک امام جهادی جهانی بود. وی نماینده ویژه گلبدین حکمتیار، جنگ سالار افغان که در سال ۲۰۰۳ از جانب ایالات متحده به عنوان «تروریست جهانی ویژه» اعلام شد. حلیمی و خانواده زازی هم‌زمان مسجد را به دلیل اختلافات در رهبری ترک کردند. طبق گفته یکی از دوستان زازی، وی به شنیدن صحبت‌های ذاکر نائیک علاقه‌داشت، نائیک یک مسلمان هندی و مبلغ مذهبی است که در دین‌شناسی تطبیقی و الهیات تخصص دارد.
زازی هنگامی که در مدرسه فلاشینگ در کویینز درس می‌خواند در پیشبرد دروس خود با مشکلاتی مواجه بود و در نهایت ترک تحصیل کرد. وی از ۲۰۰۴ تا ۲۰۰۹ میلادی یک گاری فروش قهوه و شیرینی را در خیابان استون در منطقه اقتصادی، منهتن جنوبی داشت و در گاری خود علامت «خدا آمریکا را برکت بدهد» را نصب کرده بود.
او در ۲۰۰۶ میلادی به پاکستان سفر نموده و با دختر عمه ۱۹ ساله خود طی یک ازدواج سنتی ازدواج نمود. او ادعا نمود که چندین سفری که میان سال‌های ۲۰۰۶ و ۲۰۰۸ به پاکستان داشته است برای دیدار از خانم وی بوده است. در نتیجه این دیدارها زازی و خانم وی صاحب دو طفل شدند و وی برنامه داشت تا کودکان خود را به ایالات متحده بی‌آورد.

## رویدادهایی که باعث دستگیری شد

### آموزش و هدایت از سوی القاعده
زازی و چند تن دیگر در ۲۸ اوت ۲۰۰۸ از نیویورک به پیشاور پاکستان سفر کردند، شهری در شرق مناطق قبیله‌ای فدرال پاکستان. مرکز مطالعات استراتیژیک و بین‌المللی مناطق قبیلهٔ فدرال را این‌گونه توصیف می‌کند:
نقطهٔ صفر زمین در جنگ ایالات متحده علیه جهادی‌ها و خانه بیشتر افراد منتسب به القاعده، به‌ویژه تعداد زیاد خارجی‌ها از دنیای عرب، مناطق مسلمان‌نشین آسیای مرکزی در شرق دور و حتی اروپا که به‌طور گروهی جهت آموزش‌دیدن و آموزش‌دادن به این منطقه جنگی می‌روند.

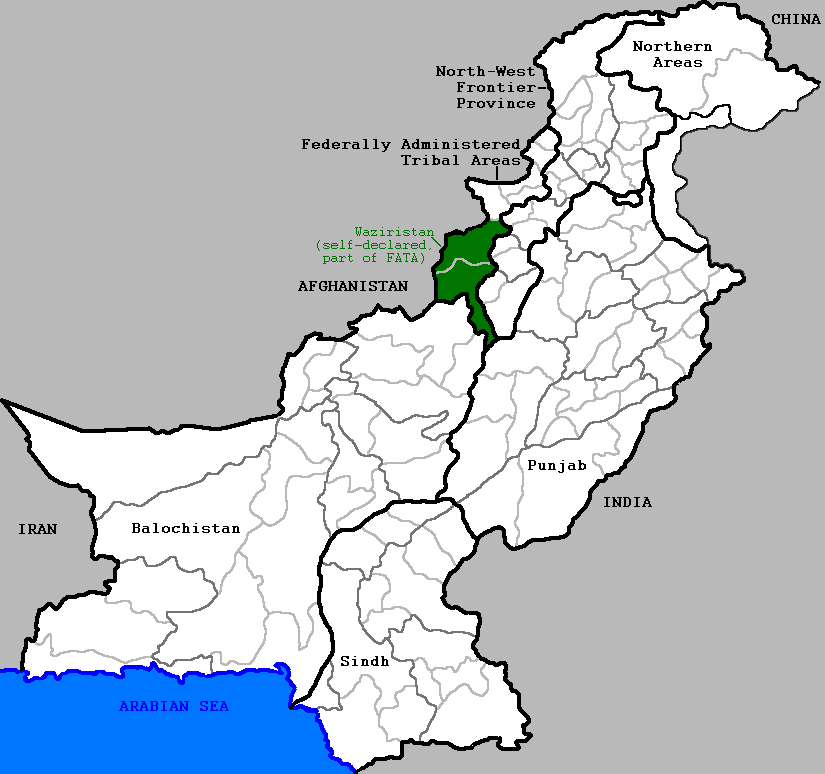
نقشه پاکستان و وزیرستان

هرچند آن‌ها در پیشاور توسط القاعده استخدام گردیدند، اما برای دریافت آموزش در مورد نحوه استفاده از سلاح‌های مختلف به یک کمپ آموزشی در وزیرستان انتقال داده شدند. رهبران القاعده از آن‌ها خواستند تا به ایالات متحده برگردند و یک عملیات استشهادی (انتحاری) را انجام دهند، آن‌ها نیز پذیرفتند، تا این کار را انجام دهند. چندی بعد آن‌ها آموزش‌های بیشتری در مورد ساخت مواد منفجره برای حمله به ایالات متحده یا انجام عملیات استشهادی دریافت نمودند. وی مواد آموزشی را یادداشت نموده و برای خودش ایمیل کرد تا بتواند پس از بازگشت به ایالات متحده از آن استفاده نماید. رهبران القاعده همچنین در مورد موقعیت‌های مورد هدف با زازی بحث نمودند، مانند متروی شهری نیویورک. وی پیش از این‌که پاکستان را ترک کند به القاعده پول و کامپیوتر داد.

#### بریانت نیل ویناس
زازی با شهروند ایالات متحده به‌نام بریانت نیل ویناس در ۲۰۰۸ در پاکستان ملاقات کرد. بریانت که متولد کویینز است نیز به پاکستان (در نوامبر ۲۰۰۷) سفر نموده بود تا به یک گروه جهادی ملحق شده و علیه ارتش ایالات متحده در افغانستان جنگ کند.
ویناس نیز توسط القاعده استخدام شده و برای دریافت آموزش به کمپ آموزشی در وزیرستان انتقال داده شده بود. وی نیز در آن‌جا آموزش استفاده از سلاح و ساخت مواد منفجره (از اواخر ۲۰۰۷ تا اوت ۲۰۰۸) دریافت کرد. یکی از رهبران ارشد القاعده با ویناس نیز در مورد یک عملیات در سیستم ترانزیت شهر نیویورک صحبت کرد، به وی گفته شده بود تا یک بمب را در قطار حومه لانگ آیلند ریل رود در ایستگاه پنسیلوانیای شهر نیویورک منفجر سازد. ویناس در نوامبر ۲۰۰۸ در پیشاور پاکستان دستگیر گردیده و در فوریه ۲۰۱۰ در ایالات متحده به جرم اشتراک و حمایت از بمب‌گذاری‌های القاعده در افغانستان و ایالات متحده مجرم شناخته شد.

#### نقشه جهاد جین
زازی از طریق اینترنت با جیمی پاولین-رامیریز دوست شد، رامیریز متولد شهر کانزاس، میزوری است که در لیدویل، کلرادو به عنوان معاون پزشک کار می‌کند و بر بنیاد گفته خانواده‌اش به اسلام گرویده است. وی در مارس ۲۰۱۰ به اتهام تبانی در بمب‌گذاری جهاد جین برای به‌دست آوردن مزد از طریق جهاد و قتل هنرمند سوئدی به‌نام لارس ویلکس تا انعامی که گروه منتسب به القاعده برای قتل وی گذاشته بودند را به‌دست‌آورد، دستگیر شد.

### بازگشت به ایالات متحده
زازی به تاریخ ۱۵ ژانویه ۲۰۰۹ به ایالات متحده بازگشت و تنها چند روز پس از بازگشت به شهر آرورا در کلرادو نقل مکان کرد، تا با عمه و برادر خود زندگی کند. وی برای شرکتی به‌نام «بیگ اسکای» و سپس برای شرکت شاتل میدان هوایی ABC به صفت راننده کار می‌کرد و یک بس کوچک ۱۵ نفره را میان میدان هوایی بین‌المللی دنور و شهر دنور رانندگی می‌کرد. زازی به تاریخ ۲۶ مارس ۲۰۰۹ با داشتن ۵۱٬۰۰۰ دلار قرض یک درخواست ورشکستگی به ایالت نیویورک ثبت نمود، اما افلاس وی در ۱۷ اوت ۲۰۰۹ پرداخته شد. وی تا ماه ژوئیه ۲۰۰۹ با برادر و عمه خود زندگی کرد، اما بعداً والدین وی نیز از شهر نیویورک به آرورا نقل مکان کردند و پس از آن هر سه آن‌ها باهم زندگی می‌کردند.

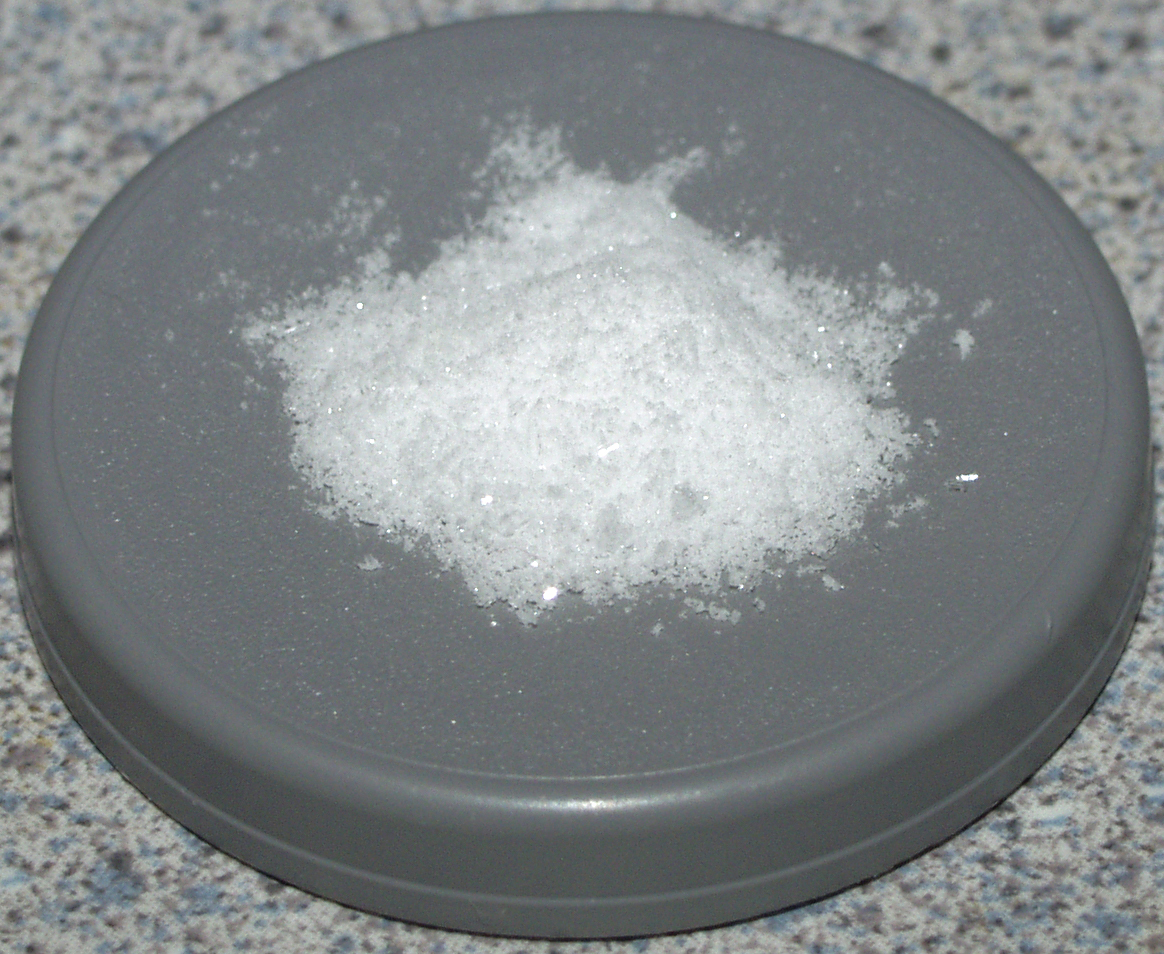
پروکسید استون

او اوایل ژوئن ۲۰۰۹ شروع به یافتن مواد لازم برای ساختن بمب نمود. وی چندین بار در اینترنت در مورد هیدروکلریک اسید جست‌جو کرد. وی مقداری پروکسید استون ساخت تا از آن به عنوان چاشنی بمب استفاده کند. وی به شهر نیویورک رفت و گفته می‌شود که در آن‌جا چندین جلسهٔ برنامه‌ریزی با سایر افراد توطئه‌گر داشت.
اداره تحقیقات فدرال (FBI) برای چندین ماه متوالی مکالمات تلفنی زازی را شنود می‌کرد. FBI در اوت ۲۰۰۹ شنید که وی در مورد مخلوط‌کردن مواد کیمیاوی صحبت می‌کند. اف‌بی‌آی پی‌برد که وی و سه هم‌دست‌اش در ماه‌های ژوئیه و اوت ۲۰۰۹ مصروف خریداری مقدار زیاد محصولات حاوی هیدروژن پراکسید و اسیتون از فروشگاه‌های لوازم آرایشی در حومه دنور، کلرادو بودند. کارگران انبار فروشگاه لوازم آرایشی بعداً به سی‌ان‌ان گفتند که زازی یک مشتری «همیشگی» مغازه بود، وی قبل از دستگیری نیز چندین بار خرید کرده بود و به آن‌ها می‌گفت که «چندین دوست دختر» دارد. هیدروژن پراکسید و استون عناصری هستند که تری استون تریپراکسید را تشکیل می‌دهد (TATP؛ که به‌نام استون پراکسید نیز یاد می‌شود). استون پراکسید همچنین در بمب‌گذاری‌های ۲۰۰۵ متروی لندن توسط ریچارد رید «بمب‌گذار کفش» استفاده شده بود. بر بنیاد گزارش وزارت دادگستری ایالات متحده، تصاویری با فارمت jpeg که حاوی ۹ صفحه دست نوشته در مورد فرمول‌ها و دستورهای ساختن و به‌کارگیری استون پراکسید و سایر مواد منفجره بود در حساب ایمیل زازی یافت شد؛ در این دستورهای گفته شده بود، که استون در پاک کننده لاک ناخون یافت شده و هیدروژن پراکسید نیز در «سالن آرایشگاه–۲۰– ۳۰ درصد» یافت می‌گردد.
زازی به تاریخ‌های ۲۸ اوت و ۶ و ۷ سپتامبر در یک متل در آرورا اتاق گرفت و از آشپزخانه کوچک اتاق خود برای ساختن مواد شیمی مورد استفاده در بمب استفاده کرد. مقامات، آشپزخانه اتاق متل را بررسی نمودند و سر نخ‌هایی از مواد شیمیایی را در هواکش پیدا کردند.

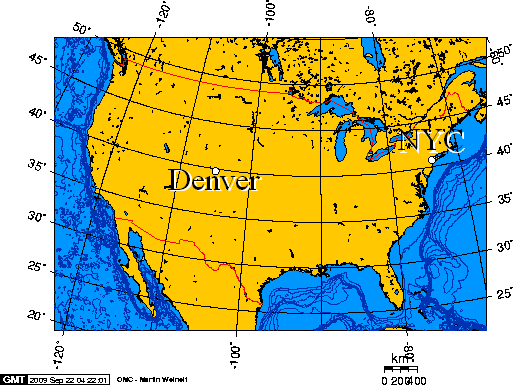
زازی از دنور به نیویورک در ۹ و ۱۰ سپتامبر ۲۰۰۹ رانندگی کرد.

وی در ۹ سپتامبر ۲۰۰۹ با ماشینی که به عاریت گرفته بود، همراه با مواد بمب‌ساز به سفری ۲٬۹۰۰ کیلومتری (۱٬۸۰۰ مایل) از دنور به نیویورک آغاز کرد. کارکنان اطلاعاتی وی را تعقیب کردند. یک روز پس از این‌که وی دنور را ترک کرد، دو مأمور بخش اطلاعات پلیس نیویورک از امام مسجدی به‌نام احمد ویس افضلی که خبرچین بخش اطلاعات شده بود خواستند تا در مورد چهار فرد که عکس‌های شان را به وی نشان دادند، معلومات فراهم نموده و آن‌ها را شناسایی نماید. افضلی، زازی را چون در مسجد وی برای ادای نماز می‌رفت شناسایی کرد، وی همچنین دو نفر از سه تصویر دیگر را تشخیص داد.
زازی در عصر روز ۱۰ سپتامبر در شهر نیویورک رسید و شب را در منزل دوست دوران کودکی خود به‌نام نیازخان در فلاشینگ، کویینز سپری کرد. وی تصمیم داشت تا ساخت بمب را در همان آخر هفته تکمیل کند.

### نقشه بمب‌گذاری
برنامه این بود، تا زازی و دو دوست دیگر وی که همکلاسی دبیرستانی او بودند به‌طور هماهنگ‌شده در آغاز هفته حمله استشهادی (انتحاری) را انجام دهند. آن‌ها برنامه‌ریزی نموده بودند تا بمب‌هایی که در کوله پشتی خود جاسازی نموده بودند را در قطارهای شهری نیویورک در دو ایستگاه پرازدحام، ایستگاه گراند سنترال و ایستگاه تایمز اسکویر در منطقه منهتن در جریان اوج ترافیک منفجر نمایند. آن‌ها برنامه داشتند تا در وسط قطار که شامل قطارهای ۱، ۲، ۳ و ۶ بود سوار شوند تا تلفات را به حداکثر برسانند.